# Party Date – Per Handy zur großen Liebe
Party Date – Per Handy zur großen Liebe ist eine US-amerikanische Filmkomödie aus dem Jahr 2008.

## Handlung
Mandy Gilbert leidet unter ihrem autoritären Vater Tom, der sie ständig kontrolliert. Angesichts ihres bevorstehenden Wechsels zur UCSB hat der Architekt bereits ein Haus entworfen, in dem Vater und Tochter gemeinsam wohnen sollen. In der Schule wird die Brillenträgerin wegen ihres mittelmäßigen Aussehens von den attraktiven Mädchen ausgelacht. Anlässlich ihres 18. Geburtstag will sie Ansehen gewinnen und versucht, im Schwimmbad der Schule an den von allen verehrten Schwimmer Drew Patterson ranzukommen. Dabei verletzt sie sich jedoch am Kopf und fällt bewusstlos ins Becken. Nachdem Drew sie reanimiert hat, erzählt er ihr, dass er kein Interesse mehr an seiner Freundin Lisa habe und verabredet sich mit Mandy im Park. Als die bisherige Außenseiterin von ihrem Vater zum Geburtstag ein modernes Handy mit Videofunktion und Kontaktlinsen geschenkt bekommt, scheint ihr Glück perfekt.
Doch ihr Vater, der das gleiche Mobiltelefon besitzt, nutzt dies zur Kontrolle und sieht auf diese Weise, wie Mandy mit Drew im Park knutscht. Dafür bestraft er seine Tochter mit drei Tagen Hausarrest sowie Verbot von Telefon und Internet. Die Ausgangssperre kommt Mandy sehr ungelegen, weil Drew sie gerade zur angesagtesten Party des Jahres eingeladen hat. Sie erzählt ihrem Vater, dass sie sich mit ihrer Freundin Alexa zum Lernen für die Schule verabredet habe. Daraufhin erhält sie ihr Handy zurück und darf das Haus verlassen. Tom kündigt allerdings an, jede halbe Stunde telefonisch zu kontrollieren, ob Mandy wirklich bei Alexa ist und deren Mutter auf die Mädchen aufpasst.
Mit Büchern in den Händen und einer alten Videoaufzeichnung von Alexas Mutter kann Mandy Tom beim ersten Kontrollanruf täuschen. Auf dem Weg zur Party stellt sie jedoch schockiert fest, dass ihre Konkurrentin Lisa, die Mandy zusammen mit Blair und Kimberly heimlich verfolgt, ihr Kleid zerstört hat. Im Kaufhaus versucht Lisa die allergisch reagierende Mandy mit Macadamia-Nüssen zu vergiften, aber Alexa kann die Schwellungen im Gesicht mit einem Gegengift stoppen. Mandy kauft ein teures Kleid und täuscht ihren Vater ein weiteres Mal, indem sie in der Möbelabteilung Alexas Wohnzimmer nachbaut. Auf dem Parkplatz muss sie anschließend beobachten, wie ihr Auto abgeschleppt wird. Um Geld zu verdienen und das Auto freizukaufen, nehmen Mandy und ihre Freunde an einem Musikwettbewerb teil. Dabei muss das Publikum sich so bewegen, dass Mandy ihrem Vater erzählen kann, sie würden gerade eine DVD schauen. Nachdem sie das Auto zurückerhalten haben, fährt Mandy bei einem weiteren Kontrollanruf freihändig und verursacht beinahe einen schweren Autounfall.
Lisa arbeitet währenddessen weiter an der Verschwörung gegen Mandy. Sie kauft das gleiche Kleid, besticht den Wärter am Eingang, damit dieser den drei Mädchen den Zugang verwehrt, und erzählt Tom, dass seine Tochter mit Alkohol bei der Party erwartet werde. Tom ärgert sich gleichzeitig über seinen Neffen Peyton, den seine Schwester Marsha ihm zum Babysitten überlassen hat. Marsha kontrolliert Tom mit der gleichen Methode wie der Vater seine Tochter. Als der kleine Junge, der zuvor das Modell des neuen Hauses zerstört hat, beim Versteckspiel verschwindet, merkt Tom, wie belastend es ist, ständig kontrolliert zu werden, und beginnt über sein Verhalten gegenüber Mandy nachzudenken.
Mandy und ihre Freundinnen schaffen es schließlich, den Wärter zu überlisten und zur Party zu kommen. Als sie Lisa mit Drew sehen, erzählt Alexa Mandy von der Legende, nach der Drew jedes Jahr ein Mädchen in sein Turmzimmer schleppt und dort in der Dusche defloriert. Cayenne erinnert sie jedoch daran, was sie heute bereits alles überstanden haben, und Mandy geht auf Drew zu. Als er sie in seinen Privatraum einlädt, bittet sie um etwas Geduld. Mandy ruft Tom an und erzählt ihm die Wahrheit. Ihr Vater reagiert verständnisvoll, woraufhin Mandy ihn als hervorragenden Vater lobt. Anschließend geht sie hinauf zu Drew, der beim Flirten feuchte Hände bekommt. Als er ins Badezimmer geht und den Wasserhahn aufdreht, meint Mandy die Dusche zu hören und flüchtet aus dem Haus. Währenddessen hat Alexa heimlich gefilmt, wie die betrunkene Lisa sich bei einer Séance übergibt; das Video sorgt auf der Party für Aufsehen.
Zuhause spricht Mandy erneut mit ihrem Vater und erhält Anerkennung dafür, dass sie Drews vermeintlichem sexuellem Übergriff entgangen ist, obwohl dies in sozialem Selbstmord ende. Später geht sie mit ihren Freundinnen zur Prom. Dort will Drew gerade Lisa zur Königin krönen, als er sich seiner Liebe für Mandy bewusst wird und ihr die Krone aufsetzt.

## Kritik
Der Kritiker von cinefacts.de sieht den Film „voll im Trend der heutigen Mädchenfilme der Altersklasse zwischen elf und vierzehn Jahren“ und vermutet, dass Ashley Tisdale „mit ihrem Charme sicher die Herzen ihres jungen Publikums erobern kann“. Für den Rezensenten von cinema.de ist der Film hingegen ein „ideenloser 08/15-Teenie-Spaß“ und ein „uninspirierte[r] Quark im Fahrwasser von "High School Musical"“.